# ルミノックス
ルミノックス（Luminox）は、腕時計のメーカー。アメリカ海軍SEAL部隊などにも正式採用されている本格的なミリタリーウォッチを製造する。
1989年アメリカ合衆国・ニュージャージー州で創業。ルミノックスはラテン語で「明るい夜」という意味で、もともとは特殊軍用時計として開発された。世界で最も厳格な基準といわれる米軍仕様書MILスペック（MIL-46374F）をクリアし、すべての米軍隊の仕様書に準拠した製品群を開発している。
ルミノックス社の時計の特徴としては、ルミノックスの文字盤などに採用されている独創的な発光システムであるルミナイトシステムがある。ルミナイトシステムは、発光性化合物企業であるスイスMB-Microtec社によって開発された自己発光型イルミネーションシステムである。トリチウムガスを充填したマイクロガスカプセルは、通常の発光型腕時計と比較して100倍の光度を、昼夜を問わず25年以上も持続させる。蛍光体に放射性物質を採用しているが、一般に時計に用いられている固体状の蛍光塗料と異なり、常温でガス状の(空気より軽い)トリチウムを採用しカプセルに封入してあるので、万一カプセルが破損しても、上空に拡散し人体への影響はない。
真贋鑑定に文字盤のT25表記を用いる向きがあるが、この表記は発光ガスカプセルに用いているトリチウムが日本国内の基準値に適合しているかどうかを現すもので、真贋鑑定に用いるのは適切ではない。2008年以降はISO基準値の925メガベクレル以下と統一されたカプセルが搭載されている。以前は、放射線の基準値がないアメリカ合衆国や中国、東南アジアではT25表記のないものが出回っており、並行輸入品としてネットショップを中心に市場で出回ることが多々ある。